# Homoeomma peruvianum
Homoeomma peruvianum är en spindelart som först beskrevs av Chamberlin 1916.  Homoeomma peruvianum ingår i släktet Homoeomma och familjen fågelspindlar.
Artens utbredningsområde är Peru. Inga underarter finns listade i Catalogue of Life.